# Mömax (nemzetközi cég)
A Mömax az osztrák XXXLutz cég márkája.

## Magyarországon
A cég magyarországi leányvállalata a MMXH Lakberendezési Korlátolt Felelősségű Társaság (székhelye: 1095 Budapest, Soroksári út 86-88.)

## Mömax áruházak Európában
Két néven is ismert Európa szerte. Az első Mömax bútoráruházat 2002-ben nyitották az osztrák Dornbirn városában, ezután kezdődött az országos terjeszkedés, majd a külföldi piac meghódítása. A 2000-es évek közepétől több országban megjelent a bútoráruházlánc, jelenleg 5 országban 65 áruházzal van jelen.
| Ország       | Áruházak száma |
| ------------ | -------------- |
| Ausztria     | 16 áruház      |
| Horvátország | 1 áruház       |
| Magyarország | 10 áruház      |
| Németország  | 34 áruház      |
| Románia      | 4 áruház       |
| Szlovénia    | 4 áruház       |